# Parhamaxia discalis
Parhamaxia discalis là một loài ruồi trong họ Tachinidae.